# Coltauco
Coltauco is een gemeente in de Chileense provincie Cachapoal in de regio Libertador General Bernardo O'Higgins. Coltauco telde 19.597 inwoners in 2017 en heeft een oppervlakte van 225 km².
- Library of Congress Control Number: n97108504
- Nationale Bibliotheek van Israël: 987007547458505171
- Virtual International Authority File: 129180104